# Bathophilus longipinnis
Bathophilus longipinnis – gatunek głębinowej ryby z rodziny wężorowatych (Stomiidae). Osiąga do 10,9 cm długości. Gatunek batypelagiczny, spotykany we wszystkich oceanach na głębokościach 20–1646 m.